# 1997-2004
『1997-2004』は、日本のバンドTHE MAD CAPSULE MARKETSのベスト・アルバムである。
THE MAD CAPSULE MARKETSとして初となるベストアルバムであり、アルバム『1990-1996』と同時リリースされた。
アルバム『DIGIDOGHEADLOCK』（1997年）から『CiSTm K0nFLiqT...』（2004年）までのISHIG∀KI脱退後の3人編成時代から選曲され、全曲新たにUEDA監修のもとリミックスされており、元の音源とは異なっている。また、同タイトルのPV集がDVDでリリースされている（後述）。
本アルバムと同時発売の『1990-1996』を発売後にソニー・ミュージックレコーズへと移籍したが、その後活動休止となったため、同バンドとして最後にリリースされた作品となった。

## 構成
アルバム『DIGIDOGHEADLOCK』（1997年）から『CiSTm K0nFLiqT...』（2004年）までの4枚のアルバムの中の内、以下の通りに選曲されている。
- 『DIGIDOGHEADLOCK』（1997年） - 「CRASH POW」、「SYSTEMATIC.」、「ASPHALT-BEACH」、「DO JUSTICE TO YOURSELF DO JUSTICE TO MY LIFE」、「CREATURE」
- 『OSC-DIS』（1999年） - 「TRIBE」、「|￣|_ (PULSE)」、「ISLAND」、「GOOD GIRL~Dedicated to bride 20 years after」、「MIDI SURF」
- 『010』（2001年） - 「CH(A)OS STEP」、「GAGA LIFE.」、「JAM!」、「雲-kumo-」、「BIT CRUSHERRRR」、「FLY HIGH」
- 『CiSTm K0nFLiqT...』（2004年） - 「SCARY -Delete streamin' freq. from fear side-」、「W.O.R.L.D」、「LOUD UP!!」

## リリース
本作リリースの告知は、WEB媒体としては2004年9月27日に『BARKS』において、10月28日には『CDジャーナル』にて行われた。
その後、2004年12月1日にビクターエンタテインメントのSPEEDSTAR RECORDSレーベルからリリースされた。
初回分のみデジパック仕様、限定グッズ購入券が封入されていた。

## 批評
| 専門評論家によるレビュー | 専門評論家によるレビュー |
| レビュー・スコア         | レビュー・スコア         |
| 出典                     | 評価                     |
| ------------------------ | ------------------------ |
| CDジャーナル             | 肯定的                   |
| TOWER RECORDS ONLINE     | 肯定的                   |

- 音楽情報サイト『CDジャーナル』では、同バンドの特性に関して「ヘヴィ・ロック～ハードコアに同期もののデジタル・ビートを組み合わせた、独自のケイオティックでメタリックなサウンドが確立されている」と称賛し、さらにミックスが新しくなっている事に関して「より輪郭のはっきりしたダイナミックな音になった」と音質面・音圧面の向上に関して肯定的な評価を下している[3]。

- 音楽情報サイト『TOWER RECORDS ONLINE』では、同バンドの活動に対して「ワールド・ワイドな活躍と評価で、名実ともに日本を代表する≪世界のMAD≫」と称賛した上で、「欧米ファンも熱狂させる代表曲を網羅」と選曲に関して肯定的な評価を下し、また同バンドの過程に関して「初期にYMOの楽曲をカヴァーしていることからもわかるけど、ニュー・ウェイヴの鬼っ子である彼らが驚異のロック・モンスターへ変貌を遂げる過程がスリリング」とし、「複雑化するシステムを喰い破らんとするバグたちのノイズが聴こえる」と方向性に関して肯定的な評価を下している[4]。

## チャート成績
オリコンチャートでは最高位19位、登場回数10回となった。
タワーレコードの「アルバム総合」部門において、渋谷で5位、新宿で7位、札幌で7位、名古屋で7位、大阪で6位、福岡で10位をそれぞれ獲得した。また、「ジャパニーズ ロック&ポップス アルバム」部門において、2004年11月29日付けで3位を獲得した後、12月6日付けで10位、12月13日付けで14位、12月20日付けで17位を獲得した。

## 収録曲
| 全編曲: TAKESHI UEDA、THE MAD CAPSULE MARKETS。 |                                                   |                     |                   |       |
| #                                               | タイトル                                          | 作詞                | 作曲              | 時間  |
| 1.                                              | 「CRASH POW」                                     | TAKESHI "￥" UEDA   | TAKESHI "￥" UEDA | 3:35  |
| 2.                                              | 「SYSTEMATIC.」                                   | TAKESHI "￥" UEDA   | TAKESHI "￥" UEDA | 4:14  |
| 3.                                              | 「ASPHALT-BEACH」                                 | TAKESHI "￥" UEDA   | TAKESHI "￥" UEDA | 3:51  |
| 4.                                              | 「DO JUSTICE TO YOURSELF DO JUSTICE TO MY LIFE」  | TAKESHI "￥" UEDA   | TAKESHI "￥" UEDA | 2:18  |
| 5.                                              | 「CREATURE」                                      | TAKESHI "￥" UEDA   | TAKESHI "￥" UEDA | 4:20  |
| 6.                                              | 「TRIBE」                                         | KYONO               | TAKESHI UEDA      | 4:06  |
| 7.                                              | 「\|￣\|_ (PULSE)」                               | TAKESHI UEDA        | TAKESHI UEDA      | 3:19  |
| 8.                                              | 「ISLAND」                                        | TAKESHI UEDA        | TAKESHI UEDA      | 4:34  |
| 9.                                              | 「GOOD GIRL~Dedicated to bride 20 years after」   | TAKESHI UEDA        | TAKESHI UEDA      | 3:42  |
| 10.                                             | 「MIDI SURF」                                     | TAKESHI UEDA、KYONO | TAKESHI UEDA      | 3:36  |
| 11.                                             | 「CH(A)OS STEP」                                  | KYONO               | TAKESHI UEDA      | 3:17  |
| 12.                                             | 「GAGA LIFE.」                                    | KYONO               | TAKESHI UEDA      | 3:57  |
| 13.                                             | 「JAM!」                                          | KYONO、TAKESHI UEDA | TAKESHI UEDA      | 4:05  |
| 14.                                             | 「雲-kumo-」                                      | KYONO               | TAKESHI UEDA      | 5:48  |
| 15.                                             | 「BIT CRUSHERRRR」                                | KYONO、TAKESHI UEDA | TAKESHI UEDA      | 3:24  |
| 16.                                             | 「FLY HIGH」                                      | KYONO、TAKESHI UEDA | TAKESHI UEDA      | 3:52  |
| 17.                                             | 「SCARY -Delete streamin' freq. from fear side-」 | TAKESHI UEDA        | TAKESHI UEDA      | 3:55  |
| 18.                                             | 「W.O.R.L.D」                                     | KYONO               | TAKESHI UEDA      | 4:30  |
| 19.                                             | 「LOUD UP!!」                                     | KYONO、TAKESHI UEDA | TAKESHI UEDA      | 2:49  |
| 合計時間:                                       | 合計時間:                                         | 合計時間:           | 合計時間:         | 73:04 |

## スタッフ・クレジット

### THE MAD CAPSULE MARKETS
- KYONO - ボーカル
- TAKESI UEDA - ベース、プログラミング、ボーカル
- MOTOKATSU MIYAGAMI - ドラムス、プログラミング

### 参加ミュージシャン
- TORUXXX - ギター、バッキング・ボーカル
- 児島実 - ギター（11 - 16曲目）
- 草間敬 (KURID INT'L) - プログラミング
- 藤田タカシ - コーラス
- MAYUKI - コーラス
- 野村祐人 - コーラス
- 山口祥行 - コーラス
- 冠徹弥 - コーラス
- SAMMIE - コーラス

### スタッフ
- TAKESHI UEDA - プロデューサー、サウンド・プロデューサー
- THE MAD CAPSULE MARKETS - プロデューサー

- ジョージ・カックル - イングリッシュ・コーディネーター
- J.MILES - イングリッシュ・コーディネーター
- KATSUYA - イングリッシュ・コーディネーター
- SAMMIE (DESTROYDER) - イングリッシュ・コーディネーター、インターナショナル・リエーション

- KONI-YANG (KURID INT'L) - エンジニア
- 八島順一 - テク&プロトゥールス・アシスタント
- 山崎和重 (FLAIR) - CDマスタリング

- 土井宏明 (POSITRON) - アート・ディレクション
- 和田亨 (POSITRON) - デザイン
- YOSHI-LOW NISHI (POSITRON) - デザイン
- 富岡克文（ビクターデザインセンター） - ビジュアル・コーディネーション
- 渡辺友郎（ビクターデザインセンター） - ビジュアル・コーディネーション

- 横田直樹（スピードスター） - A&R
- 阿藤祐治 (DESTROYDER) - マネージメント
- いわほりまゆき (DESTROYDER) - マネージメント
- 小野朗（スピードスター） - プロモーション・ヘッド
- つづきまき - インターナショナル・リエーション
- うちのめぐみ (DESTROYDER) - デスク
- 田中智子（スピードスター） - デスク
- 田中義則 (DESTROYDER) - エグゼクティブ・プロデューサー
- 豊島直己（スピードスター） - エグゼクティブ・プロデューサー

## リリース履歴
| No. | 日付          | 国名     | レーベル                 | 規格 | 規格品番   | 最高順位 | 備考                         |
| --- | ------------- | -------- | ------------------------ | ---- | ---------- | -------- | ---------------------------- |
| 1   | 2004年12月1日 | 日本     | スピードスター・レコード | CD   | VICL-61522 | 19位     | 初回限定盤のみデジパック仕様 |
| 2   | 2005年        | イギリス | Gut Records              | CD   | GUTCD48    | -        | 『1997-2004 VIDEO』を同梱    |

## 1997-2004 VIDEO
『1997-2004 VIDEO』は、THE MAD CAPSULE MARKETSのミュージック・ビデオ集。
2005年3月16日にビクターエンタテインメントからリリースされた。DVD『1990-1996 VIDEO』との同時発売。本作のリリース告知は同年2月3日に『CDジャーナル』などのWEB媒体にて行われた。
1997年から2004年までの同バンドのPVが収録されている。『1990-1996 VIDEO』とは異なり全てのPVが収録されており、全てオリジナルバージョンとなっている。初回限定版のみ「HAPPY RIDE -Full Live ver.-」が収録されている。
音源は基本的にCD版の『1997-2004』のものを使用しているが、「GOOD GIRL」と「MIDI SURF」はシングル版に基づいたリミックス版を採用している。また、CDの『1997-2004』に収録されていなかった「ALL THE TIME IN SUNNY BEACH」と「HAPPY RIDE」はこのDVDの為に新たにリミックスされた音源を収録しており、本作のみでしか聴けない。
フルCGで制作された「PULSE」「FLY HIGH」「SCARY -Delete streamin' freq.From fear side-」の3曲は、映像に合わせた各種SEが挿入されているものとその各種SEをカットしたものとの2種類の音源が収録されており、メニュー画面で選択して再生することが可能。

### 収録曲
1. SYSTEMATIC.
監督：サカグチケン
2. TRIBE
監督：サカグチケン
3. PULSE
監督：オカモトケンジ
4. ALL THE TIME IN SUNNY BEACH
監督：井上哲央
5. GOOD GIRL ～Dedicated to bride 20 years after
監督：サカグチケン
6. MIDI SURF
監督：サカグチケン
7. CHAOS STEP
監督：NICCI KELLER
8. GAGA LIFE.
監督：NICCI KELLER
9. FLY HIGH
監督：中根ひろし
10. SCARY -Delete streamin' freq.From fear side-
監督：内山嗣康
11. W.O.R.L.D
監督：内山嗣康
12. HAPPY RIDE
監督：K☆UEHARA
13. HAPPY RIDE -Full Live ver.-
初回限定版のみ収録